# ペンギンが教えてくれたこと
『ペンギンが教えてくれたこと』（原題:Penguin Bloom）は2020年に公開されたオーストラリアのドラマ映画である。監督はグレンディン・イヴィン、主演はナオミ・ワッツが務めた。本作はキャメロン・ブルームとブラッドリー・トレヴァー・グリーヴが2016年に上梓したノンフィクション『ペンギンが教えてくれたこと ある一家を救った世界一愛情ぶかい鳥の話』を原作としている。

## 概略
サム・ブルームは旅行先のタイで事故に遭い、下半身不随となった。サムだけではなく、夫のキャメロンと3人の子供たちも過酷な現実をなかなか受け入れることができずにいた。それまでの慎ましくも幸福な生活にはもう戻れないかに見えた。
そんなある日、怪我をした1羽のカササギフエガラスが迷い込んできた。体色の白と黒のバランスがペンギンに似ていたため、一家はそのフエガラスにペンギンと名付けた。当初、サムはペンギンを鬱陶しく思っていたが、傷ついた小鳥を放っておくこともできず、渋々世話をする日々が続いた。そうしているうちに、サムとペンギンの間に絆が芽生えていった。
本作はブルーム一家がペンギンを通して生きる希望を見出していく姿を描き出す。

## キャスト
- サム・ブルーム：ナオミ・ワッツ
- キャメロン・ブルーム：アンドリュー・リンカーン
- ジャン：ジャッキー・ウィーヴァー
- ゲイ・ハットフィールド：レイチェル・ハウス
- カイリー：リアンナ・ウォルスマン
- ブロン：リサ・ヘンズリー
- ノア・ブルーム：グリフィン・マーレイ・ジョンストン
- ルーベン・ブルーム：フェリックス・キャメロン
- オリー・ブルーム：エイブ・クリフォード＝バー

## 製作
2016年12月、ノンフィクション『ペンギンが教えてくれたこと ある一家を救った世界一愛情ぶかい鳥の話』の映画化に際して、ナオミ・ワッツが起用された。2017年6月、ショーン・グラントが脚色を担当することになった。2019年7月、残りの主要キャストが発表された。8月、本作の主要撮影がオーストラリアのシドニーで始まった。2020年8月18日、マーセロ・ザーヴォスが本作で使用される楽曲を手がけるとの報道があった。

## 公開
2020年9月12日、本作は第45回トロント国際映画祭でプレミア上映された。11月30日、Netflixがアメリカ合衆国、イギリス、フランス、アジア諸国における本作の配信権を購入したと報じられた。
2021年1月21日、オーストラリアで劇場公開されたのち、2021年1月27日にその他の国でNetflixにより配信された
。

## 評価
本作は批評家から好意的に評価されている。映画批評集積サイトのRotten Tomatoesには27件のレビューがあり、批評家支持率は63%、平均点は10点満点で6.2点となっている。サイト側による批評家の見解の要約は「脚色に際して、実話の持つ微妙なニュアンスがそぎ落とされてしまった感はある。しかし、ナオミ・ワッツとアンドリュー・リンカーンの素晴らしい演技のお陰で、『ペンギン・ブルーム』は情感たっぷりの作品に仕上がっている。」となっている。また、Metacriticには6件のレビューがあり、加重平均値は50/100となっている。